# Мульцер, Пауль
Пауль Мульцер (нем. Paul Mulzer; 8 мая 1880, Людвигсштадт, северная Бавария — 5 февраля 1947) — немецкий врач-дерматолог, профессор Гамбургского университета; член Национал-социалистического союза врачей (1931) и НСДАП (с февраля 1933).

## Биография
Во время учебы в университете Пауль Мульцер стал членом студенческого братства «Burschenschaft Germania Erlangen». В 1905 году он защитил кандидатскую диссертацию; стал доктором наук в 1912. В 1924 году Мульцер получил позицию профессора в свежесозданном отделе дерматологии в Университетской клинике Гамбург-Эппендорф: под его руководством были созданы серологическая и гистологическая лаборатории, а также — фотолаборатория.
В 1918 году Пауль Мульцер являлся членом Фрайкора; с 1931 года он входил в Национал-социалистический союз врачей, а с 1932 — в Лигу по борьбе за немецкую культуру (Kampfbund für deutsche Kultur, KfdK) и Штурмовые отряды (SA). В феврале 1933 года Мульцер был принят в Национал-социалистическую немецкую рабочую партию: позже он также входил в Национал-социалистический союз немецких доцентов (NS-Dozentenbund). 11 ноября 1933 года Пауль Мульцер был среди более 900 ученых и преподавателей немецких университетов и вузов, подписавших «Заявление профессоров о поддержке Адольфа Гитлера и национал-социалистического государства». В 1940 году стал членом сената Колониальной академии НСДАП (Kolonialärztliche Akademie der NSDAP) и был избран членом Германской академии естествоиспытателей «Леопольдина». В 1941 году он выступил с заявлением по Венгрии: считал, что страна не должна стать «заповедником для евреев». В 1943 году подал жалобу, обвинив в «пораженчестве» политического оппонента нацистской системы, профессора педиатрии Рудольфа Дегквица (Rudolf Degkwitz, 1889—1973) — в результате чего последний был приговорен к семи годам лишения свободы.
После окончания Второй мировой войны в Европе, 22 мая 1945 года Мульцер был отправлен в отпуск; был освобожден от должности 2 июля — по приказу британской военной администрации — за свои антисемитские заявления и из-за дела Дегквица. Ему была запрещена врачебная практика; покончил с собой 5 февраля 1947 года.

## Работы
Пауль Мульцер написал ряд книг о венерических заболеваниях — он также исследовал пигментацию кожи «для обнаружения расы и расового уклона»:
- Kompendium der Haut- und Geschlechtskrankheiten. Enke, Stuttgart 1913.
- Diagnose und Therapie der gonorrhoischen Erkrankungen in der Allgemeinpraxis. Bergmann, München 1924.
- Совместно с Franz Mraček, Albert Jesionek: Atlas und Grundriss der Hautkrankheiten. 5. Auflage. Lehmanns, München 1924.
- Auch Du musst es wissen! Zeitgemässe Betrachtungen über die Geschlechtskrankheiten, ihre Gefahren, Bekämpfung und Verhütung. Behre, Hamburg 1926. 2. Auflage 1929.
- Die Gonorrhoe in der Allgemeinpraxis. Barth, Leipzig 1939.